# Homeward
Pour plus de détails, voir Fiche technique et Distribution.
Homeward est un film d'animation américain réalisé par Michael Johnson, sorti en 2022. Le film est produit par The Asylum.

## Synopsis
Adopté par une famille d’elfes, un orque maladroit s’enfuit de chez lui pour découvrir sa place dans le monde. Avec son frère adoptif, un elfe fanfaron, ils doivent apprendre à travailler en équipe pour empêcher un gang d'orques diaboliques de récupérer une pierre magique qui leur donnera le pouvoir de dominer le monde.

## Distribution
- Joey Lawrence : Lloyd Lightspinner (voix)
- James Cullen Bressack : Barl Lightspinner (voix)
- Kim Little : Scrap / Grandma / Edna (voix)
- D.C. Douglas : Rolf (voix)
- Tammy Klein : Ms. Tenderfoot (voix)
- Tom Green : Principal Ashford (voix)
- Joyce Tatler : vendeur de hot-dog (voix)
- Jamey Rimawi : Heap / Hermy (voix)
- Jenna Edwards : Star (voix)[3]
- Ana Florit : Sophie (voix)
- Jeremy M. Inman : Mr. Hodges (voix)
- Audrey Latt : Forelle (voix)
- Iris Miller-Bales : Hopper (voix)
- Justin Joseph Murphy : Vrax (voix)[1]
- Dylan Vox : Thomble (voix)
- Joe Filippone : Hero (voix)
- Justin Joseph Murphy : Captain Severus (voix)
- Joe Roche : Mr. Shop Owner (voix)
- Solomon Krumholz : l’elfe Jock (voix)[4]

## Production
Homeward est sorti le 25 février 2020 aux États-Unis pour profiter de la campagne commerciale du film En avant de Disney Pixar, sorti le 6 mars 2020.